# Università Erasmus di Rotterdam
L'Università Erasmus di Rotterdam (in lingua ufficiale Erasmus Universiteit Rotterdam), è un'università olandese che ha sede nella città di Rotterdam. Prende il nome dall'umanista Erasmo da Rotterdam.

## Descrizione
L'università conta sette facoltà e si concentra principalmente su studi in quattro ambiti: Legge, Medicina, Cultura e Economia. Presso di essa ha sede la Rotterdam School of Management.